# سوته گاماری
سوته گاماری (به ژاپنی: 捨て奸 すてがまり) یکی از تاکتیک‌هایی که گفته می‌شود توسط ارباب فئودال خاندان شیمازو در ولایت ساتسوما در دوره سنگوکو مورد استفاده قرار می‌گرفت. گفته می‌شود که توسط شیمازو یوشی‌هیرو به عنوان وسیله ای برای شکستن خطوط دشمن در طول عقب‌نشینی در طول نبرد سکیگاهارا استفاده شده‌است. به آن «زازنجین» نیز می‌گویند.

## بررسی اجمالی
هنگامی که نیروی اصلی از میدان جنگ عقب‌نشینی کرد، یک واحد کوچک از سربازان در جای خود باقی خواهند ماند، با نیروهای دشمن تعقیب‌کننده تا حد مرگ مبارزه کرده و آنها را معطل نگه می‌دارند. هنگامی که واحد کوچک از بین رفت، یک نیروی دفاعی جدید به جای آن باقی خواهد ماند. این استراتژی این است که این کار را به‌طور مکرر تکرار شود تا زمان خریداری شده و اجازه دهند نیروی اصلی فرار کند. سربازانی که مانده می‌مانند شانس کمی برای زنده ماندن ندارند، این تاکتیک مانند خودبری دم مارمولک برای حواس‌پرت کردن شگارگر است.

## نبرد سکیگاهارا و انجام سوته گاماری
در طول نبرد سکیگاهارا، ارتش شیمادزو از هم پاشیده شده بود و توسط ارتش شرقی به رهبری توکوگاوا ایه‌یاسو محاصره شده بود، بنابراین زمانی که آنها به سمت جبهه عقب‌نشینی کردند، جرأت کردند تنها با حدود ۳۰۰ سرباز به پیشتاز دشمن حمله کنند. آنها از یک تاکتیک خرابکارانه استفاده کردند و از طریق بزرگراه ایسه  سعی کردند از میدان جنگ فرار کنند. «سربازان به جا مانده» سربازانی بودند که اسلحه‌هایشان را به صورت چهار زانو در موقعیت‌هایی قرار داده‌اند که در مسیر عقب‌نشینی دشمن را ببیند و دقت تیراندازی را بهبود بخشند. آنها می‌نشستند و به سمت دشمن تیراندازی می‌کردند. واحد دشمن را تعقیب کرده و سپس با نیزه به سمت ارتش دشمن حمله می‌کردند. ماتسودایرا تادایوشی، ای نائوماسا، هوندا تاداکاتسو و سایرین از طرف توکوگاوا بی‌امان نیروهای شیمازو را تعقیب کردند، اما تادایوشی پسر ایه‌یاسو و نائوماسا به شدت مجروح شدند و تاداکاتسو از اسبش افتاد. گفته می‌شود که ای نائوماسا (مرگ مارس ۱۶۰۲) بر اثر بیماری بر اثر زخم‌هایی که در این زمان دریافت کرده بود سال بعد درگذشت. شیمازو یوشی‌هیرو و دیگران توانستند از کوه‌های یورو عبور کنند، به ساکای برسند و از طریق مسیر دریایی به ولایت ساتسوما برگردند.